# باري أرميتاغ
باري أرميتاغ (بالإنجليزية: Barry Armitage)‏ هو لاعب كرة قاعدة جنوب أفريقي، ولد في 11 مايو 1979 في ديربان في جنوب أفريقيا.

## وصلات خارجية
- باري أرميتاغ على موقعبيزبول رفرنس.كوم (الدوري الثانوي) (الإنجليزية)